# Neminidae
Famille
Les Neminidae sont une famille de diptères.

## Liste des genres
Selon Catalogue of Life (25 mai 2019) :
- genre Nemo McAlpine, 1983
- genre Nemula
- genre Ningulus